# Каларашовка
Каларашовка также Кэлэрашеука (рум. Călărașeuca) — село в Окницком районе Молдовы. Является административным центром коммуны Кэлэрашеука, включающей также село Берёзовка.

## География
Село расположено на берегу Днестра на высоте 64 метров над уровнем моря.

## Население
По данным переписи населения 2004 года, в селе Кэлэрашеука проживает 1725 человек (789 мужчин, 936 женщин).
Этнический состав села:
| Национальность | Число жителей | Процентный состав |
| -------------- | ------------- | ----------------- |
| украинцы       | 1564          | 90.67             |
| молдаване      | 103           | 5.97              |
| русские        | 50            | 2.9               |
| гагаузы        | 3             | 0.17              |
| румыны         | 1             | 0.06              |
| прочие         | 4             | 0.23              |
| Всего          | 1725          | 100%              |

## История
Согласно Статистическому словарю Бессарабии, изданному в 1923 году, Каларашовка была основана в 1622 году каларашами — господарскими служащими в Молдавском княжестве, которые пользовались некоторыми привилегиями, в том числе и налоговыми льготами.
Старых документов, относящихся к Каларашовке, сохранилось очень мало. Они в основном связаны с монастырём святого Саввы и вотчинами вокруг него. 9 декабря 1755 года господарь Матей Гика приказал взимать налог с вотчин монастыря святого Саввы, в том числе с Каларашовки, по 100 леев.
Согласно переписи, проведённой в 1817 году российскими властями, Каларашовка входила в состав Сорокского цинута. В ней был один священник, один дьякон и один пономарь. Из низшего сословия 64 хозяина, 5 вдов и 4 бурлака. Всего — 71 мужчина и 6 женщин. Зарегистрированы были только женщины-владелицы земли. Поместье Каларашовка принадлежало монастырю святого Саввы и имело 30 фалче сенокоса, 150 фалче пастбища, 50 фалче пахотной земли. 50 фалче занимало само село.
В 1829 году в Каларашовке насчитывалось 14 сапожников, 1 каменщик, 3 кожевенника и 2 колесника. В 1859 году в селе было 105 домов, 339 мужчин и 339 женщин.
В 1900 году Министерство народного образования России даёт разрешение на открытие в Сорокском уезде, в том числе и в Каларашовке, десяти одноклассных училищ. Средства на их строительство следовало брать из доходов монастырей, имевших поместья в Бессарабской губернии. В апреле 1902 года Министерство внутренних дел России выделяет 36 370 рублей из доходов имений заграничных монастырей на строительство больниц в Каларашовке и Вадул-Рашков Сорокского уезда.
Согласно «Географическому словарю Бессарабии» 1904 года Каларашовка входила в Арионештскую волость Сорокского уезда. В селе было 188 домов, 1020 душ крестьян. Православная церковь, одноклассная русская школа, 58 ульев, 528 голов скота.

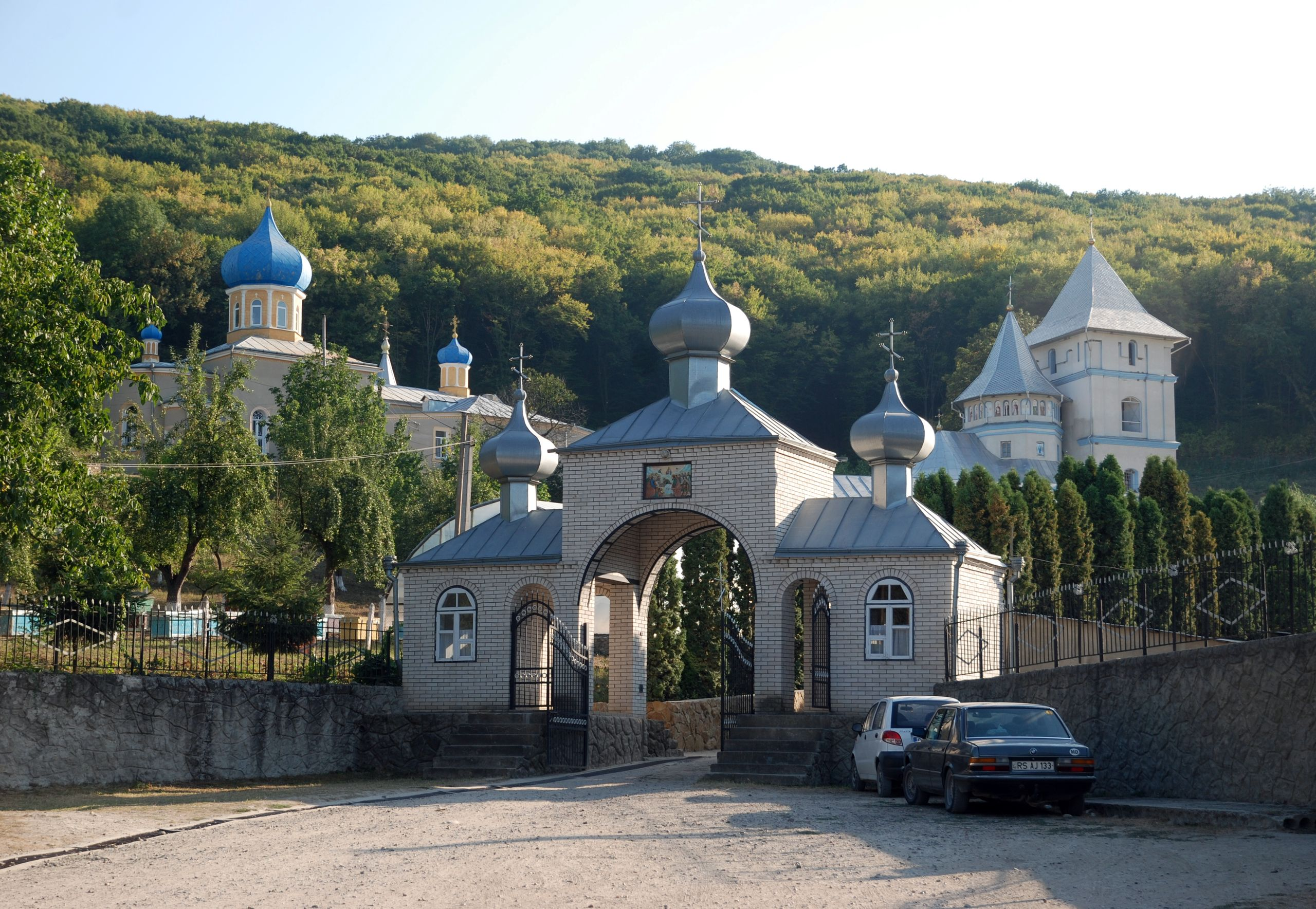
Вход в Каларашовский монастырь

В справочной книге Кишинёвской епархии 1915 года сказано: «Каларашовка. 192 версты до Кишинёва. Церковь Св. Николая. Население молдавское: 718 мужчин, 675 женщин. Телефон в земской больнице, Церковно-приходская школа, 66 учащихся. Имеется церковный хор».

## Археология
В полукилометре восточнее Каларашовки расположено селище Каларашовка I. Оно находится на берегу Днестра, на мысе треугольной формы, образовавшемся у впадения в Днестр ручья Пырэул-Мынэстирий. Через территорию бывшего поселения проходит шоссейная дорога Каларашовка-Атаки. На этом месте на поверхности земли и в обрыве берега ручья были найдены куски обожжённой глины, фрагменты глиняных сосудов, кости животных, древесный уголь и др. По этим материалам было установлено, что на здесь на протяжении длительного времени находилось несколько поселений. Наиболее древнее поселение относится к буго-днестровской культуре эпохи неолита и датируется концом V тыс. до н. э. — первой половиной IV тыс. до н. э. Здесь возникло поселение трипольской культуры. Во второй половине III тыс. до н. э. на этом месте было основано другое поселение трипольской культуры. В VIII—VI вв. до н. э. на берегу Днестра возникло фракийское поселение. Есть признаки, что в древности здесь хоронили умерших, но установить, когда именно, пока не удалось.

## Достопримечательности
- Каларашовский Свято-Успенский женский монастырь.